# SCP 101–112
Die Schlepptenderlokomotiven 101–112 der türkischen Chemin de fer de Smyrne-Cassaba et Prolongements (SCP) mit der Achsfolge 1’D wurden 1912 von der deutschen Maschinenbauanstalt Humboldt in Köln für den Einsatz auf den Hauptstrecken der SCP von Izmir nach Afyonkarahisar sowie nach Bandırma geliefert. Zusammen mit der SCP gingen die Lokomotiven 1934 an die türkische Staatsbahn TCDD, die die letzten Maschinen Anfang der 1980er Jahre ausmusterte. 

## Geschichte
Die SCP nahm 1912 mit der Bahnstrecke Manisa–Bandırma ihre letzte Neubaustrecke in Betrieb. Für die neue, rund 180 Kilometer lange Strecke, die ein wichtiger Teil der kombinierten Schiff-Bahn-Verbindung zwischen Istanbul und Izmir war, benötigte die SCP neue Lokomotiven, die für den Personenverkehr auf der steigungsreichen Strecke ausreichend leistungsfähig waren und zugleich für die niedrigen Achslasten des übrigen SCP-Netzes geeignet waren. Die Konstruktion der Maschinenbauanstalt Humboldt orientierte sich an drei im Jahr 1910 von Maffei an die Eisenbahn Damas–Hama et Prolongements (DHP) gelieferten Heißdampflokomotiven. Das geforderte Leistungsprogramm sah die Beförderung von 180 Tonnen Zuggewicht auf einer Steigung von 1:40 mit mindestens 16 km/ sowie in der Ebene von 720 Tonnen mit 65 km/h vor. Die Humboldt-Lokomotiven, die für eine „Consolidation“ relativ klein ausgefallen waren und auch gegenüber ihren DHP-Vorbildern geringfügig kleinere Maße aufwiesen, erfüllten dieses Leistungsprogramm. Insgesamt erhielt die SCP 12 Maschinen mit den Humboldt-Fabriknummern 798 bis 809. 
Die SCP setzte die Lokomotiven nach Auslieferung vor allem im Personenverkehr zwischen Izmir und Bandirma ein, daneben bespannten sie auch andere Zugarten. An diesem Aufgabengebiet änderte die Verstaatlichung der SCP 1934 nur wenig. Die TCDD reihte die Lokomotiven mit den Nummern 45.121 bis 45.132 in ihren Bestand ein. Nachdem die ebenfalls in Izmir beginnende Ottoman Railway Company (ORC) ein Jahr später ebenfalls verstaatlicht worden war, dehnte sich das Einsatzgebiet der in Izmir stationierten Lokomotiven auf die analog zu den SCP-Strecken mit relativ leichtem Oberbau versehenen ORC-Strecken aus. Mit der Auslieferung neuerer Baureihen verloren die Lokomotiven ihre Leistungen vor den Personenzügen nach Bandırma, ihre Nachfolge traten vor allem die deutschen „Kriegslokomotiven“ an, die die TCDD als TCDD 56 501–553 übernommen hatte. Die SCP-Lokomotiven übernahmen stattdessen vor allem Leistungen im Vorortverkehr von Izmir (Banliyö Trenleri). 
Mit der Ausmusterung begann die TCDD in den 1970er Jahren. Die letzte von Humboldt gelieferte Lokomotive mit der Nummer 45.132 blieb bis 1982 im Einsatz, zuletzt im Rangierdienst im Bahnhof İzmir Alsancak. Sie ist als einzige Maschine der Baureihe erhalten geblieben und steht im Eisenbahnmuseum Çamlık bei Izmir.

## Technische Merkmale
Die Lokomotiven wurden als einfache zweizylindrige Heißdampflokomotiven mit Blechrahmen ausgeführt und galten für ihr Baujahr als moderne und leistungsfähige Maschinen. Dazu trug vor allem die Ausführung als Heißdampflokomotive bei, diese Technik hatte sich 1912 noch nicht überall durchgesetzt und galt vor allem unter den Bedingungen einer Eisenbahn im damals noch weitgehend agrarisch orientierten Osmanischen Reich als kompliziert und nicht selbstverständlich. Robert Garbe, der den Heißdampfbetrieb bei den Preußischen Staatsbahnen durchgesetzt hatte, stellte die Baureihe daher 1920 in der zweiten Auflage seines Lehrbuchs „Die Dampflokomotiven der Gegenwart“ ausführlich vor. Vier Jahre später diente sie zudem als Vorbild für die von französischen Herstellern gelieferten Lokomotiven CFO 241–262 der Chemins de fer Orientaux (CFO) im europäischen Teil der Türkei.
Vom Vorbild der DHP wichen die SCP-Lokomotiven nur unwesentlich ab, beispielsweise beim Zylinderdurchmesser und der Kessellänge. Aufgrund des relativ schwachen Oberbaus der SCP-Strecken waren sie für eine Achslast von lediglich 12,6 Tonnen ausgelegt. Anders als ihre CFO-Nachfolger erhielten sie keine Windleitbleche.